# Sinfonia di Natale
Sinfonia di Natale è il diciottesimo album dei Rondò Veneziano, pubblicato il 13 novembre 1995 dalla DDD - La Drogueria di Drugolo e distribuito dalla BMG Ariola.

## Descrizione
In Francia è stato pubblicato con il titolo Symphonie de Noël. La composizione Rondò Veneziano Laudamus Jesus è entrata alla 4ª posizione nella Radio Top 100 Classical Songs dell'Ungheria dal 27 aprile al 3 maggio 2020. Il logo del gruppo è di Enzo Mombrini ed Erminia Munari, l'immagine in copertina è di Camillo Franchi Scarselli.

## Registrazione
- Arco Studios di Monaco di Baviera
  - Klaus Strazicky - ingegnere del suono
- Pilot Studios di Monaco di Baviera
  - Gian Piero Reverberi con Klaus Strazicky - ingegnere del suono (remixaggio)

## Formazione
- Gian Piero Reverberi - direttore d'orchestra, pianoforte, tastiere, arrangiamenti corali
- Glonner Chorbuben - Chorkinder, coro di voci bianche

## Tracce
1. Sinfonia di Natale (Gian Piero Reverberi) - 4:48
2. Ave Maria: Ave Maria (Franz Schubert), Ave Maria (Charles Gounod) - 4:54
3. Weihnacht suite: Alle Jahre wieder (Friedrich Silcher), Gloria in excelsis Deo, Tochter Zion (Georg Friedrich Händel), Adeste fideles - 4:49
4. Petit Papa Noël (Henri Martinet e Max Eschig) - 2:05
5. Suite di Natale: In dulci jubilo, Süsser die Glocken nie klingen, Leise rieselt der Schnee (Eduard Ebel), Macht hoch die Tür - 3:48
6. Händel/Bach:  Messiah: Sinfonia, For unto us a child is born (Georg Friedrich Händel), Weihnachts-Oratorium: Sinfonia (Johann Sebastian Bach), Messiah: Hallelujah (Georg Friedrich Händel) - 6:30
7. White Christmas (Irving Berlin - Chappell) - 3:18
8. Christmas suite I: Vom Himmel hoch, da komm ich her (Valentin Schumann), We Wish You a Merry Christmas, Es ist ein' Ros' entsprungen - 3:54
9. Christmas suite II: Kommt ihr Hirten, O du fröhliche, The Little Drummer Boy, Fröhliche Weihnacht überall - 5:59
10. Stille Nacht (Franz Xaver Gruber) - 3:24
11. Rondò Veneziano - Laudamus Jesus (Gian Piero Reverberi) - 3:07
12. Caro Babbo Natale... (Gian Piero Reverberi) - 2:42
13. Sinfonia di Natale (reprise) (Gian Piero Reverberi) - 1:10

## Le composizioni

### Caro Babbo Natale...
Moderato in re maggiore.